# Vigna
Vigna (Vigna) je rod rostlin z čeledi bobovité. Vigny jsou liány, byliny i keře s trojčetnými listy a bílými nebo žlutavými květy. Vyskytují se v počtu asi 100 až 150 druhů v tropech celého světa. Některé druhy náležejí mezi významné luštěniny, pěstované zejména v tropech.

## Popis
Vigny jsou liány nebo byliny, řidčeji i keře. Listy jsou zpeřené, trojčetné nebo výjimečně jednolisté, převážně celokrajné. Květenství jsou úžlabní nebo vrcholové hrozny, u některých druhů hlávkovitě stažené. Květy jsou bílé nebo žlutavé, někdy purpurově prokreslené. Kalich je dvoupyský. Pavéza je okrouhlá, s oušky a někdy s přívěsky na horní straně. Křídla a člunek jsou podobné délky jako pavéza. Člunek je na konci zakřivený. Tyčinek je 10 a jsou dvoubratré. Čnělka je na konci ztlustlá. Lusky jsou podlouhlé, zploštělé nebo s okrouhlým průřezem, uvnitř bez přehrádek.

## Rozšíření
Rod vigna zahrnuje celosvětově asi 100 až 150 druhů. Je rozšířen v tropech celého světa. Nejvíce druhů se vyskytuje v tropech Starého světa. Některé druhy mají pantropické rozšíření, např. Vigna marina a V. adenantha.

## Taxonomie
Rod Vigna náleží mezi taxonomicky obtížné skupiny a stále čeká na revizi. V současné taxonomii bobovitých je řazen do tribu Phaseoleae. Někdy byl spojován s rodem fazol (Phaseolus).

## Obsahové látky
Semena Vigna radiata, V. mungo a V. unguiculata obsahují asi 22 až 25% bílkovin, 60% polysacharidů a 1 až 2% tuku. V semenech Vigna unguiculata je obsaženo také 2,8% gumy rozpustné ve vodě a byla zjištěna přítomnost lektinů (hemaglutininů) a inhibitorů proteázy. Semena Vigna subterranea obsahují asi 18% bílkovin, 60% polysacharidů (hlavně škrobu) a 6% tuku.

## Zástupci

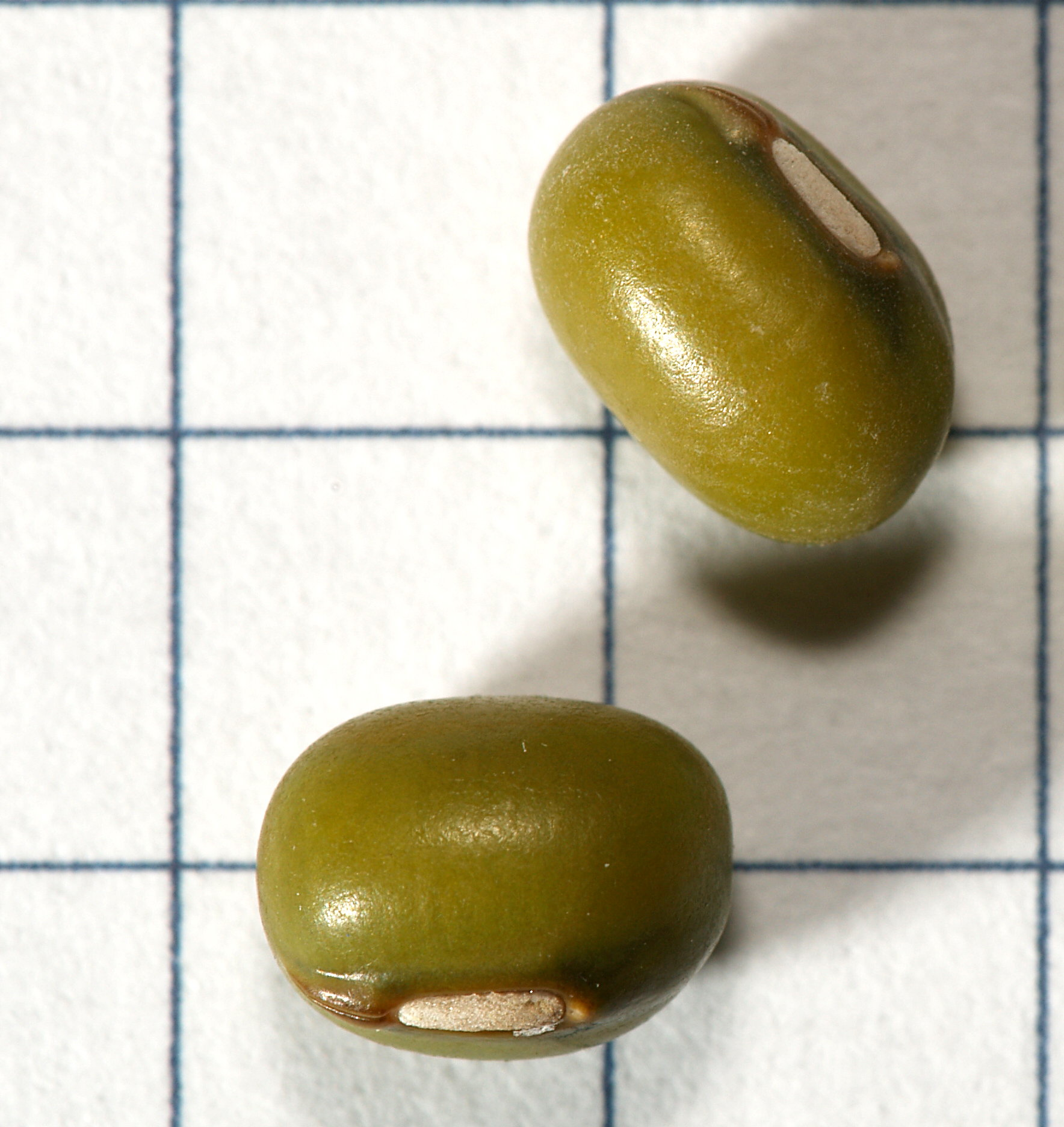
Mungo, semena vigny zlaté (Vigna radiata)

- azuki (Vigna angularis)
- mungo fazole (Vigna mungo)
- vigna rýžová (Vigna umbellata)
- vigna zlatá (Vigna radiata)

## Význam
Vigny náležejí mezí významné luštěniny, pěstované zejména v tropech a subtropech. Mezi nejznámější z těchto luštěnin náleží tzv. fazole mungo, semena vigny zlaté (Vigna radiata). Tento druh pochází z jihovýchodní Asie. Dalším známým druhem je adzuki, semena vigny adzuki (V. angularis), pocházející z Japonska. Z dalších druhů je významná zejména Vigna unguiculata, která byla domestikována v západní Africe min. 3000 let před naším letopočtem. Konzumují se semena, nezralé lusky i listy, v USA je pěstována jako hodnotné krmivo. Vigna unguiculata var. sesquipedalis je pěstována pro dlouhé úzké lusky, které se sklízejí nezralé a používají jako zelenina. Je pěstována zejména v jihovýchodní Asii, Thajsku a jižní Číně. Vigna rýžová (V. umbellata) se pěstuje zejména v jihozápadní Asii. Vigny se pěstují také jako krmivo a zelené hnojení.
Vigna vexillata je občas pěstována v Etiopii a Súdánu pro škrobnaté kořeny. Vigna subterranea se pěstuje zejména v sušších oblastech tropické Afriky, neboť dobře snáší chudé a suché půdy. Plody se vyvíjejí pod zemí podobně jako je tomu u podzemnice (Arachis). Semena jsou velmi tvrdá a proto se často sklízejí před plnou zralostí. Z dalších druhů se pěstuje např. V. triloba a V. adenantha.
Některé druhy vigny mají využití v medicíně, zejména Vigna vexillata, V. marina, V. radiata a V. angularis
Vigna caracalla má velké fialové květy a je v tropech pěstována jako okrasná a půdopokryvná rostlina. Pochází z tropické Jižní Ameriky.